# Liste des records du NBA All-Star Game
Cet article présente la liste des records du NBA All-Star Game, réalisés lors du NBA All-Star Game par équipe et individuellement dans les principales catégories statistiques.

## Records par équipe

### Points

#### Plus grand nombre de points inscrits par une équipe
- 211 (sans prolongation) par les All-Stars de l'Est en 2024
- 196 (sans prolongation) par les All-Stars de l'Ouest en 2016
- 192 (sans prolongation) par les All-Stars de l'Ouest en 2017
- 186 (sans prolongation) par les All-Stars de l'Ouest en 2024
- 182 (sans prolongation) par les All-Stars de l'Est en 2017
- 178 (sans prolongation) par les All-Stars de Team LeBron en 2019
- 173 (sans prolongation) par les All-Stars de l'Est en 2016
- 170 (sans prolongation) par les All-Stars de Team LeBron en 2021
- 164 (sans prolongation) par les All-Stars de Team Giannis en 2019
- 163 (sans prolongation) par les All-Stars de l'Est en 2014, les All-Stars de l'Ouest en 2015 et les All-Stars de Team LeBron en 2022

#### Plus grand nombre de points inscrits par les deux équipes
- 397 en 2024
- 374 en 2017
- 369 en 2016
- 342 en 2019
- 323 en 2022
- 321 en 2015
- 320 en 2021
- 318 en 2014
- 303 en 1987.
- 301 en 2012.

#### Plus petit nombre de points inscrits par une équipe
- 75 par les All-Stars de l'Est en 1953.

#### Plus petit nombre de points inscrits par les deux équipes
- 154 en 1953.

#### Plus grand nombre de points inscrits en une mi-temps par une équipe
- 107 par les All-Stars de l'Est en 2024. (Seconde mi-temps)
- 104 par les All-Stars de l'Ouest en 2016. (Seconde mi-temps)
- 100 par les All-Stars de Team LeBron en 2021. (Première mi-temps)
- 97 par les All-Stars de l'Ouest en 2017. (Première mi-temps)
- 92 par les All-Stars de l'Est en 2017. (première mi-temps)
- 92 par les All-Stars de l'Ouest en 2016. (Première mi-temps)
- 90 par les All-Stars de l'Est en 2017. (Seconde mi-temps)
- 90 par les All-Stars de l'Est en 2016. (Première mi-temps)
- 89 par les All-Stars de l'Ouest en 2014.

#### Plus grand nombre de points inscrits en une mi-temps par les deux équipes
- 204 en 2024. (Seconde mi-temps)
- 193 en 2024. (Première mi-temps)
- 191 en 2023.
- 189 en 2017. (Première mi-temps)
- 187 en 2019. (Première mi-temps)
- 187 en 2016. (Seconde mi-temps)
- 185 en 2017. (Seconde mi-temps)
- 182 en 2016. (Première mi-temps)
- 180 en 2021. (Première mi-temps)
- 165 en 2015.
- 165 en 2014.

#### Plus grand écart entre les deux équipes
- 40 (153-113) par les All-Stars de l'Ouest en 1992.

#### Plus petit écart entre les deux équipes
- 1 (124-123) par les All-Stars de l'Est en 1965.
- 1 (108-107) par les All-Stars de l'Ouest en 1971.
- 1 (125-124) par les All-Stars de l'Ouest en 1977.
- 1 (111-110) par les All-Stars de l'Est en 2001.

### Pourcentage de réussite aux tirs

#### Meilleur pourcentage pour une équipe
- 65,3 % (64/98) par les All-Star de l'Ouest en 1992.

#### Meilleur pourcentage pour les deux équipes
- 55,8 % (135/242) en 2014.

#### Plus faible pourcentage pour une équipe
- 29,2 % (35/120) par les All-Stars de l'Ouest en 1966.

#### Plus faible pourcentage pour les deux équipes
- 36,2 % (59/163) en 1953.

#### Plus grand nombre de tirs réussis par une équipe
- 83 par les All-Stars de l'Est en 2024.
- 80 par les All-Stars de l'Ouest en 2024.

#### Plus grand nombre de tirs réussis par les deux équipes
- 163 en 2024
- 135 en 2014

#### Plus petit nombre de tirs réussis par une équipe
- 25 par les All-Stars de l'Est en 1953.

#### Plus petit nombre de tirs réussis par les deux équipes
- 59 en 1953.

#### Plus grand nombre de tirs tentés par une équipe
- 146 par les All-Stars de l'Est en 2024

#### Plus grand nombre de tirs tentés par les deux équipes
- 286 en 2024

#### Plus petit nombre de tirs tentés par une équipe
- 66 par les All-Stars de l'Est en 1953.

#### Plus petit nombre de tirs tentés par les deux équipes
- 162 en 1953.

### Lancers-francs

#### Meilleur pourcentage de lancers-francs par une équipe
- 100 % (18/18) par les All-Stars de l'Ouest en 1973.
- 100 % (9/9) par les All-Stars de l'Est en 2014.

#### Meilleur pourcentage de lancers-francs par les deux équipes
- 85.7 % (18/21) en 2014.

#### Plus faible pourcentage aux lancers-francs par une équipe
- 36,4 % (4/11) par les All-Stars de l'Ouest en 2004.

#### Plus faible pourcentage aux lancers-francs par les deux équipes
- 50 % (16/32) en 2004.
- 50 % (11/22) en 2007.
- 50 % (14/28) en 2008.

#### Plus grand nombre de lancers-francs réussis par une équipe
- 40 par les All-Stars de l'Est en 1959.

#### Plus grand nombre de lancers-francs réussis par les deux équipes
- 71 en 1987.

#### Plus petit nombre de lancers-francs réussis par une équipe
- 3 par les All-Stars de Team LeBron en 2021
- 3 par les All-Stars de Team Durant en 2021

#### Plus petit nombre de lancers-francs réussis par les deux équipes
- 6 en 2021.

#### Plus grand nombre de lancers-francs tentés par une équipe
- 57 par les All-Stars de l'Ouest en 1970.

#### Plus grand nombre de lancers-francs tentés par les deux équipes
- 95 en 1956.

#### Plus petit nombre de lancers-francs tentés par une équipe
- 5 par Les All-Stars de Team LeBron en 2021
- 5 par les All-Stars de Team Durant en 2021

#### Plus petit nombre de lancers-francs tentés par les deux équipes
- 10 en 2021.

### Rebonds

#### Plus grand nombre de rebonds par une équipe
- 83 par les All-Stars de l'Est en 1966.

#### Plus grand nombre de rebonds par les deux équipes
- 151 en 1960.

#### Plus petit nombre de rebonds par une équipe
- 37 par les All-Stars de l'Ouest en 1983.

#### Plus petit nombre de rebonds par les deux équipes
- 89 en 1983.

### Passes décisives

#### Plus grand nombre de passes décisives par une équipe
- 52 par les All-Stars de l'Ouest en 2007.

#### Plus grand nombre de passes décisives par les deux équipes
- 93 en 2021 (sans prolongation).

#### Plus petit nombre de passes décisives par une équipe
- 15 par les All-Stars de l'Ouest en 1965.

#### Plus petit nombre de passes décisives par les deux équipes
- 37 en 1964.

### Interceptions

#### Plus grand nombre d'interceptions par une équipe
- 24 par les All-Stars de l'Est en 1987.

#### Plus grand nombre d'interceptions par les deux équipes
- 40 en 1989.

### Contres

#### Plus grand nombre de contres par une équipe
- 16 par les All-Stars de l'Ouest en 1980 (après une prolongation).

#### Plus grand nombre de contres par les deux équipes
- 25 en 1980 (après une prolongation).

## Records individuels

### Records de sélections
- 21 : LeBron James
- 19 : Kareem Abdul-Jabbar
- 18 : Kobe Bryant
- 15 : Kevin Garnett - Shaquille O'Neal - Tim Duncan - Kevin Durant
- 14 : Michael Jordan - Karl Malone - Jerry West - Dirk Nowitzki
- 13 : Wilt Chamberlain - Bob Cousy - John Havlicek - Dwyane Wade
- 12 : Larry Bird - Elvin Hayes - Magic Johnson - Moses Malone - Hakeem Olajuwon - Oscar Robertson - Bill Russell - Dolph Schayes - Isiah Thomas - Chris Paul

### Points marqués

#### Nombre total
- 426 : LeBron James
- 290 : Kobe Bryant
- 262 : Michael Jordan
- 251 : Kareem Abdul-Jabbar
- 250 : Kevin Durant
- 246 : Oscar Robertson
- 224 : Bob Pettit
- 221 : Julius Erving
- 219 : Shaquille O'Neal
- 218 : Elgin Baylor
- 192 : Russell Westbrook
- 191 : Wilt Chamberlain
- 188 : Dwyane Wade
- 185 : Isiah Thomas
- 185 : Carmelo Anthony
- 180 : Stephen Curry
- 179 : John Havlicek
- 176 : Magic Johnson

#### Record de points marqués sur un match d'All-Star
- 55 par Jayson Tatum, 2023
- 52 par Anthony Davis, 2017.
- 50 par  Stephen Curry,   2022.
- 42 par Wilt Chamberlain, 1962.
- 41 par Russell Westbrook, 2017.
- 41 par Russell Westbrook, 2015.
- 41 par Paul George, 2016.
- 40 par Michael Jordan, 1988.
- 39 par Damian Lillard, 2024
- 38 par Rick Barry, 1967.
- 38 par Kevin Durant, 2014.
- 38 par Blake Griffin, 2014.
- 38 par Giannis Antetokounmpo en 2019.
- 37 par Kobe Bryant, 2011.
- 37 par Kevin Garnett, 2003 (après prolongations).
- 36 par Kevin Durant, 2012.
- 36 par LeBron James, 2012.
- 36 par Tracy McGrady, 2006.

#### Record de points marqués sur une mi-temps d'All-Star
- 38 par Jayson Tatum, 2023.
- 32 par Anthony Davis, 2017.
- 27 par Russell Westbrook, 2015.
- 26 par Stephen Curry, 2022.
- 24 par Glen Rice, 1997.
- 24 par Kyrie Irving, 2014.

#### Record de points marqués sur un quart-temps d'All-Star
- 27 par Jayson Tatum, 2023.
- 21 par Stephen Curry, 2022.
- 20 par Glen Rice, 1997.
- 20 par Anthony Davis, 2017.

### Minutes

#### Nombre total
- 522 : LeBron James
- 449 : Kareem Abdul-Jabbar
- 414 :  Kobe Bryant
- 388 : Wilt Chamberlain
- 382 : Michael Jordan
- 380 : Oscar Robertson

### Rebonds

#### Nombre total
- 197 : Wilt Chamberlain
- 178 : Bob Pettit
- 149 : Kareem Abdul-Jabbar

#### Record de rebonds pris sur un match d'All-Star
- 27 par Bob Pettit, 1962.

#### Record de rebonds offensifs pris sur un match d'All-Star
- 10 par Kobe Bryant, 2011.

#### Record de rebonds défensifs pris sur un match d'All-Star
- 19 par Dikembe Mutombo, 2001.
- 14 par Charles Barkley, 1991.
- 14 par Tim Duncan, 2000.

#### Record de rebonds pris sur une mi-temps d'All-Star
- 16 par Wilt Chamberlain, 1960.
- 16 par Bob Pettit, 1962.

#### Record de rebonds pris sur un quart-temps d'All-Star
- 10 par Bob Pettit, 1962.

### Passes décisives

#### Nombre total
- 128 par Chris Paul
- 127 par Magic Johnson
- 106 par LeBron James
- 97 par Isiah Thomas
- 86 par Bob Cousy
- 81 par Oscar Robertson

#### Record de passes décisives sur un match d'All-Star
- 22 par Magic Johnson, 1984 (après prolongations).
- 19 par Magic Johnson, 1988.

#### Record de passes décisives sur une mi-temps d'All-Star
- 13 par Magic Johnson, 1984.

- 8 par Trae Young, 2022.

#### Record de passes décisives sur un quart-temps d'All-Star
- 9 par John Stockton, 1989.

### Réussite aux tirs

#### Plus haut pourcentage de réussite aux tirs en carrière
(15 tirs tentés minimum)
- 100,0% par Giánnis Antetokoúnmpo
- 71,4 % par Larry Nance
- 71,4 % par Randy Smith
- 67,3 % par David Thompson

### Plus grand nombre de tirs tentés

#### Plus grand nombre de tirs tentés en carrière
- 334 par LeBron James
- 238 par Kobe Bryant
- 233 par Michael Jordan
- 213 par Kareem Abdul-Jabbar
- 193 par Bob Pettit

#### Plus grand nombre de tirs tentés sur un match d'All-Star
- 27 par Rick Barry, 1967.
- 27 par Michael Jordan, 2003 (après prolongations).
- 27 par Kevin Durant, 2014.

#### Plus grand nombre de tirs tentés sur une mi-temps d'All-Star
- 17 par Glen Rice, 1997.

#### Plus grand nombre de tirs tentés sur un quart-temps d'All-Star
- 12 par Bill Sharman, 1960.

### Plus grand nombre de tirs réussis

#### Plus grand nombre de tirs réussis en carrière
- 172 par LeBron James
- 119 par Kobe Bryant
- 110 par Michael Jordan
- 105 par Kareem Abdul-Jabbar
- 97 par  Kevin Durant
- 88 par Oscar Robertson
- 87 par Shaquille O'Neal
- 85 par Julius Erving

#### Plus grand nombre de tirs réussis sur un match
- 19 par Blake Griffin, 2014.

#### Plus grand nombre de tirs réussis sur une mi-temps d'All-Star
- 10 par Wilt Chamberlain, 1962.
- 10 par Blake Griffin, 2014.

#### Plus grand nombre de tirs réussis sur un quart-temps d'All-Star
- 9 par Blake Griffin, 2014.

### Réussite aux lancers-francs

#### Pourcentage de réussite aux lancers-francs
(10 lancers-francs tentés minimum)
- 100 % Archie Clark (11/11)
- 100 % Clyde Drexler (12/12)
- 100 % Gary Payton (11/11)

### Plus grand nombre de lancers-francs tentés

#### Plus grand nombre de lancers-francs tentés en carrière
- 98 Elgin Baylor
- 98 Oscar Robertson
- 94 Wilt Chamberlain

#### Plus grand nombre de lancers-francs tentés sur un match d'All-Star
- 16 par Wilt Chamberlain, 1962.

#### Plus grand nombre de lancers-francs tentés sur une mi-temps d'All-Star
- 12 par Zelmo Beaty, 1966.

#### Plus grand nombre de lancers-francs tentés sur un quart-temps d'All-Star
- 11 par Julius Erving, 1978.

### Plus grand nombre de lancers-francs réussis

#### Plus grand nombre de lancers-francs réussis en carrière
- 78 Elgin Baylor
- 70 Oscar Robertson
- 62 Bob Pettit

#### Plus grand nombre de lancers-francs réussis sur un match d'All-Star
- 12 par Elgin Baylor, 1962.
- 12 par Oscar Robertson, 1965.

#### Plus grand nombre de lancers-francs réussis sur une mi-temps d'All-Star
- 10 par Zelmo Beaty, 1966.

#### Plus grand nombre de lancers-francs réussis sur un quart-temps d'All-Star
- 9 par Zelmo Beaty, 1966.
- 9 par Julius Erving, 1978.

### Plus grand nombre de tirs à 3-points tentés

#### Plus grand nombre de tirs à 3-points tentés en carrière
- 130 LeBron James
- 116 Stephen Curry
- 95  James Harden
- 86  Kevin Durant
- 71 Ray Allen
- 68 Kobe Bryant

#### Plus grand nombre de tirs à 3-points tentés sur un match d'All-Star
- 22 par Stephen Curry, 2022.
- 19 par Paul George, 2016.
- 17 par Kevin Durant, 2014.
- 17 par Russell Westbrook, 2016.
- 17 par Damian Lillard, 2019.

#### Plus grand nombre de tirs à 3-points tentés sur une mi-temps d'All-Star
- 11 par Kevin Durant, 2014.

### Plus grand nombre de tirs à 3-points réussis

#### Plus grand nombre de tirs à 3-points réussis en carrière
- 47 Stephen Curry
- 35 LeBron James
- 30 Kevin Durant
- 28 Paul George
- 23 Damian Lillard
- 22 Ray Allen
- 22 Kobe Bryant
- 22 Chris Paul
- 22 Russell Westbrook

#### Plus grand nombre de tirs à 3-points réussis sur un match d'All-Star
- 16 par Stephen Curry, 2022
- 9 par Paul George, 2016
- 8 par Damian Lillard, 2021
- 8 par Stephen Curry, 2021
- 8 par Carmelo Anthony, 2014.
- 8 par Kawhi Leonard, 2020

#### Plus grand nombre de tirs à 3-points réussis sur une mi-temps d'All-Star
- 6 par Mark Price, 1993.

Si Curry met 16 tirs en 2022, il fait forcément une mi-temps avec plus de 6 tirs à 3 points

### Interceptions

#### Plus grand nombre d'interceptions en carrière
- 38 Michael Jordan
- 38 Kobe Bryant
- 31 Isiah Thomas
- 27 Dwayne Wade
- 26 Chris Paul
- 24 Jason Kidd
- 23 Larry Bird
- 22 LeBron James
- 21 Magic Johnson
- 19 Gary Payton

#### Plus grand nombre d'interceptions sur un match d'All-Star
- 8 par Rick Barry, 1975.

#### Plus grand nombre d'interceptions sur une mi-temps d'All-Star
- 5 par Larry Bird, 1986.

#### Plus grand nombre d'interceptions sur un quart-temps d'All-Star
- 4 par Fred Brown, 1976.
- 4 par Larry Bird, 1986.
- 4 par Isiah Thomas, 1989.

### Plus grand nombre de contres

#### Plus grand nombre de contres en carrière
- 31 Kareem Abdul-Jabbar
- 23 Hakeem Olajuwon
- 17 Shaquille O'Neal
- 16 Patrick Ewing

#### Plus grand nombre de contres sur un match d'All-Star
- 6 par Kareem Abdul-Jabbar, 1980 (après prolongations).
- 5 par Patrick Ewing, 1990.
- 5 par Hakeem Olajuwon, 1994.

#### Plus grand nombre de contres sur une mi-temps d'All-Star
- 4 par Kareem Abdul-Jabbar, 1980 (après prolongations) et 1981.
- 4 par Michael Jordan, 1988.
- 4 par Hakeem Olajuwon, 1994.

#### Plus grand nombre de contres sur un quart-temps d'All-Star
- 4 par Kareem Abdul-Jabbar, 1981.